# Fabio Berardi
Pour les articles homonymes, voir Berardi.
Fabio Berardi, né le 26 mai 1959 à Borgo Maggiore, est un homme politique saint-marinais. Il est capitaine-régent de Saint-Marin du 1er avril au 1er octobre 2001 avec Luigi Lonfernini et de nouveau du 1er octobre 2016 au 1er avril 2017 avec Marino Riccardi.